# Alberto VII de Mecklemburgo
Alberto VII, el Hermoso, duque de Mecklemburgo en Güstrow (25 de julio de 1486-5 de enero de 1547), fue un gobernante menor en el norte de Alemania en el siglo XVI. También afirmó pretensiones a tronos escandinavos basados en el linaje real de la Casa de Mecklemburgo.
En el curso del llamado feudo de los condes, la ciudad libre de Lübeck implicó al duque Alberto en su alianza con varias partes y le ofreció la corona danesa. El rey Cristián III de Dinamarca, sin embargo, logró mantener su reino: Cristóbal de Oldemburgo y el duque Alberto fueron asediados en Copenhague en 1535-1536 hasta que capitularon.

## Matrimonio y descendencia
El 17 de enero de 1524 se casó con Ana de Brandeburgo, una hija de Joaquín I de Brandeburgo.  Tuvieron los siguientes hijos:
- Magnus de Mecklemburgo (19 de noviembre de 1524 - ?)
- Juan Alberto I, duque de Mecklemburgo-Güstrow (23 de diciembre de 1525 - 12 de febrero de 1576)
- Ulrico III, duque de Mecklemburgo-Güstrow y Schwerin (21 de abril de 1528 - 14 de marzo de 1603)
- Jorge de Mecklemburgo (22 de febrero de 1529 - 20 de julio de 1587)
- Ana de Mecklemburgo (14 de octubre de 1533 - 4 de julio de 1602); se casó con Gotthard Kettler, duque de Curlandia, y tuvieron descendencia.
- Luis de Mecklemburgo (1535-1535)
- Juan de Mecklemburgo (1536-1536)
- Cristóbal, duque de Mecklemburgo-Gadebusch (30 de junio de 1537 - 4 de marzo de 1592); se casó en 1573 con Dorotea (1528 - 11 de noviembre de 1575), hija de Federico I de Dinamarca y el 14 de mayo de 1581 con la princesa Isabel de Suecia (5 de abril de 1549 - 20 de noviembre de 1597)
- Sofía de Mecklemburgo (10 de abril de 1538 - 1538)
- Carlos I de Mecklemburgo-Güstrow y Schwerin (28 de septiembre de 1540 - 22 de julio de 1610)

- Esta obra contiene una traducción  derivada de «Albrecht VII, Duke of Mecklenburg» de Wikipedia en inglés, publicada por sus editores bajo la Licencia de documentación libre de GNU y la Licencia Creative Commons Atribución-CompartirIgual 4.0 Internacional.

| Predecesor: Baltasar y Magnus II                             | Duque de Mecklemburgo 1503-1520 Con Enrique V (hermano) 1503-1520 Erico II (hermano) 1503-1508, y Baltasar (tío) 1479-1507 | Sucesor: él mismo como duque de Mecklemburgo-Güstrow Enrique V como duque de Mecklemburgo-Schwerin |
| Predecesor: él mismo y Enrique V como duques de Mecklemburgo | Duque de Mecklemburgo-Güstrow 1520-1547                                                                                    | Sucesor: Juan Alberto I                                                                            |

- Datos: Q684224
- Multimedia: Albert VII, Duke of Mecklenburg-Güstrow / Q684224